# Opelturm Rüsselsheim
Der Opelturm ist ein 14-stöckiges Bürogebäude im Opelwerk Rüsselsheim nahe dem Bahnhof Opelwerk.

## Geschichte
Nach dem großen Brand 1911 im Opelwerk war der Architekt Paul Meissner für den Wiederaufbau verantwortlich. Dabei sollten ursprünglich zwei Türme entstehen. Sie waren als 109 Meter hohe Reklamehochhäuser geplant. Bis 1929 war als Turmsockel nur ein 52 Meter hohes Bürohochhaus in teils klassizistischer Industriearchitektur errichtet worden.
Der obere Teil des Turmes war mit 57 Meter als leuchtender, zur Spitze hin pyramidenförmig gestufter Aufbau mit Jugendstilelementen geplant. Die Kanten des Aufbaus sollten mit Leuchtstreifen versehen sein und an jeder Seite sollte ein 38 Meter hoher Schriftzug „OPEL“ leuchten. Als Krönung war eine leuchtende Weltkugel mit 6,40 Meter Durchmesser vorgesehen. Nach der Übernahme Opels durch den General-Motors-Konzern (GM) 1929 wurde der Turm nicht vollendet.
Das nicht öffentlich zugängliche Bürohochhaus ist äußerlich geprägt von Sprossenfenstern. Die Bodenbelastung in den 14 Stockwerken beträgt maximal 500 kg/m². Ein Treppenhaus verbindet alle Stockwerke, seine Ausstattung stammt aus dem Jahr 1929, die der 2020 weitgehend ungenutzten Büros aus der zweiten Hälfte des 20. Jahrhunderts.
Der am Tor 45 neben dem Technischen Entwicklungszentrum gelegene Opelturm ist Bestandteil des Rüsselsheimer Stadtbildes.